# Peter Sester
Peter Christian Sester (* 16. Dezember 1967 in Rastatt) ist ein deutscher Rechts- und Wirtschaftswissenschaftler, internationaler Schiedsrichter sowie Berater für Unternehmen, Anwaltskanzleien und Family-Offices.

## Werdegang
Nach Ablegen des Abiturs studierte Peter Sester von 1988 bis 1992 Rechtswissenschaften an der Universität Heidelberg und von 1990 bis 1996 Wirtschaftswissenschaften an der Fern-Universität Hagen. 1992 legte er das erste und 1996 das zweite juristische Staatsexamen ab. Dazwischen wurde er an der Universität Heidelberg mit dem Dissertationsthema Treupflichtverletzung bei Widerspruch und Zustimmungsverweigerung im Recht der Personenhandelsgesellschaft promoviert. Er habilitierte sich 2001 mit dem Thema Projektfinanzierung als Gestaltungs- und Regulierungsproblem an der Philipps-Universität Marburg. Im Jahr 2009 schloss er an der Humboldt-Universität zu Berlin zusätzlich eine volkswirtschaftliche Dissertation mit dem Titel Institutionelle Reformen in heranreifenden Kapitalmärkten ab.
Nach dem Abschluss der wissenschaftlichen Ausbildung folgten Forschungsaufenthalte an den Universitäten Cambridge, Montpellier, Aix-en-Provence, und der London School of Economics. Von 2002 bis 2012 war Sester Inhaber des Lehrstuhls für Bürgerliches Recht, Handels- und Gesellschaftsrecht sowie Wirtschaftsrecht und leitete das Institut für Informations- und Wirtschaftsrecht am Karlsruher Institut für Technologie.
Von 2013 bis 2014 war er als Direktor des Instituts für Law & Finance und als Professor für Zivilrecht, Wirtschaftsrecht und Steuerrecht an der Johann Wolfgang Goethe-Universität Frankfurt am Main tätig. Weiter erhielt Peter Sester Einladungen als Gastprofessor, an den Universitäten FGV und INSPER in São Paulo, der COPPEAD (UFRJ) Business School in Rio de Janeiro und an der Universidad Argentina de la Empresa (UADE) in Buenos Aires. Von 2014 bis 2019 war Sester Professor für Internationales Wirtschaftsrecht und Law & Economics sowie Direktor des Instituts für Finanzwissenschaft, Finanzrecht und Law & Economics an der Universität St. Gallen (HSG). 2020 einigten sich Sester und die HSG wegen angeblicher Überschreitungen der Spesenordnungen zwischen 2014 und 2018. Die Universität St. Gallen bezahlte im Zuge dessen in den Jahren 2018 bis 2020 weiter seinen Lohn in Höhe von ca. 450'000.- Schweizer Franken (CHF) und Sester zahlte der HSG 80'000 Schweizer Franken (CHF). Ebenso wurde ihm eine fünfstellige Summe für Rechtsberatungskosten zugesprochen. Anfang 2020 ist Sester auf eigenen Wunsch aus der Universität St. Gallen ausgeschieden und gründete seine eigene Anwaltskanzlei. Damit betrachten beide Parteien ihre Auseinandersetzung als umfassend bereinigt und erledigt. Seit 2020 ist Peter Sester Professor an der führenden brasilianischen Universität Fundação Getúlio Vargas (FGV), wo er Wirtschafts- und Schiedsverfahrensrecht unterrichtet. Im Jahre 2021 gründete er dort zusammen mit Kollegen ein Zentrum für Schiedsgerichtsbarkeit und Wirtschaftsrecht. Seit einigen Jahren ist Sester regelmäßig als Schiedsrichter tätig, wobei er bei verschiedenen Schiedsinstitutionen auf den jeweiligen Richterlisten aufgeführt ist (z. B. CAM-CCBC) und der Schiedskammer der brasilianischen Börse „CAM do Mercado“. Von 2018 bis 2021 war er zudem als Gastprofessor für Schiedsgerichtsbarkeit und M&A an der Universität Nova de Lisboa (Portugal) tätig.
Im Jahre 2020 veröffentlichte er bei Oxford University Press (OUP) das Handbuch “International Arbitration: Law and Practice in Brazil”. Im April 2022 erschien ein weiteres OUP-Handbuch „Business and Investment in Brazil: Law and Practice“. Im Dezember 2022 folgte das Buch "Contract Law in International Commercial Arbitration" bei Wolters Kluwer. Von 2019 bis 2021 war er Vizepräsident der Schiedsinstitution CAM-CCBC in São Paulo. Seit 2019 ist er Mitglied der Kommission für Schiedsgerichtsbarkeit der Brasilianischen Anwaltsvereinigung auf Bundesebene (OAB Federal).

## Forschungsschwerpunkte
Die Forschungsschwerpunkte von Peter Sester liegen im Bereich der internationalen Schiedsgerichtsbarkeit und des internationalen Wirtschaftsrechts unter besonderer Berücksichtigung des Finanzierungs- und Finanzmarktrechts sowie des brasilianischen Handels- und Wirtschaftsrechts. Er ist Experte für internationales und europäisches Finanzmarktrecht sowie Rechts- und Gestaltungsfragen rund um Single- und Multi-Family-Offices (Strukturierungs-, Regulierungs- und grenzüberschreitende Gestaltungsfragen im schweizerischen und europäischen Finanzmarktrecht). Ein Schwerpunkt seiner Forschungs- und Beratungstätigkeit betrifft die Auswirkungen des Europäischen Finanzmarktrechts auf Drittstaaten, wie insbesondere die Schweiz, sowie grenzüberschreitenden Gestaltungsfragen bei Family Offices. Zu beiden Themenkomplexen arbeitet er als Herausgeber und Autor an Praxishandbüchern. Als Jurist und Ökonom beschäftigt er sich sowohl thematisch als auch methodisch mit Strukturfragen und Produkten, die an den Schnittstellen von Rechts- und Wirtschaftswissenschaften liegen. Darüber hinaus ist er ein durch Publikation, Vorträge und Beratungsmandate ausgewiesener Brasilienspezialist.
Als freier Berater (Gutachter) und Weiterbildungsdozent ist er für Anwaltskanzleien, Unternehmen und Family Offices sowie Finanzmarktinstitutionen tätig (zuletzt für die brasilianische Börse).

## Schriften (Auswahl)
- Treupflichtverletzung bei Widerspruch und Zustimmungsverweigerung im Recht der Personenhandelsgesellschaften. Nomos, Baden-Baden 1996 (juristische Dissertation).
- Projektfinanzierungsvereinbarungen als Gestaltungs- und Regulierungsaufgabe. Eine symbiotische Finanzierungsform für privatwirtschaftliche Projekte und Public Private Partnership. Otto Schmidt, Köln 2004 (Habilitationsschrift).
- Institutionelle Reformen in heranreifenden Kapitalmärkten: der brasilianische Aktienmarkt. Eine institutionenökonomische Analyse zu internationalen Standards, Regulierung und Selbstregulierung. De Gruyter Recht, Berlin 2009 (volkswirtschaftliche Dissertation).
- Brasilianisches Handels- und Wirtschaftsrecht. Verlag Recht und Wirtschaft, Frankfurt am Main 2010; 2. Auflage 2014.